# Huamani

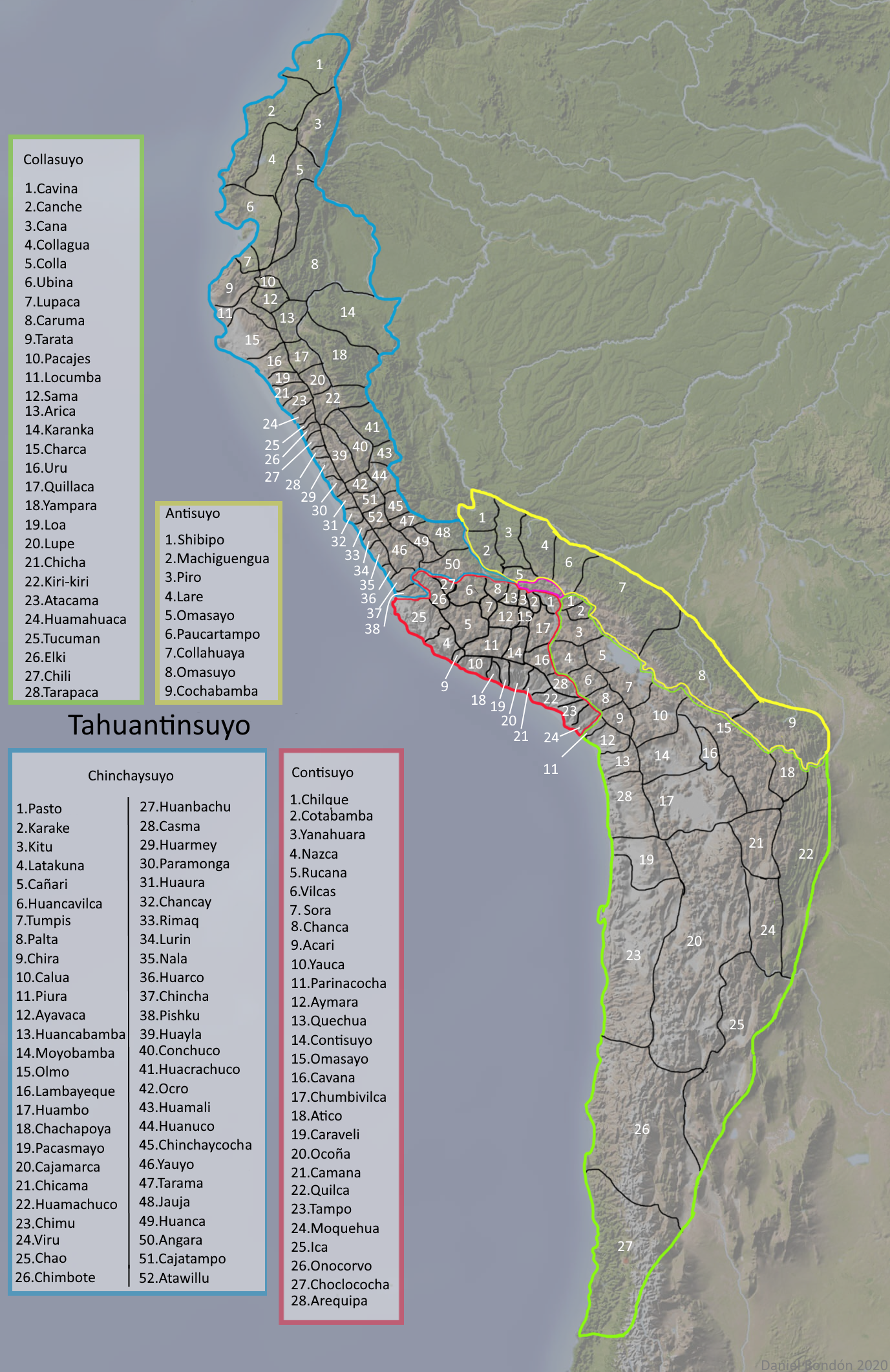
Huamanies no Império Inca.

Huamani (em quíchua wamani, 'província') era uma divisão territorial usada no Império inca, que em seu conjunto formavam os Suyus ou as macrorregiões do império.
Os huamanis eram orientados pelo vale principal da região e estes, por sua vez, eram divididos em sayas, ou setores. As sayas eram geralmente duas: Hanansaya ou «setor de cima», e Hurinsaya ou «setor de baixo». Por essa razão muitas zonas e vales conservaram duas denominações até após a conquista espanhola, inclusive, até meados do século xx como no caso do vale de Coquimbo/Elqui no Chile.
A saya, afinal, compreendia um número variável de aillus, cuja extensão era variável também. O aillu era “dono” de um território determinado, que costuma se classificar marca, e dentro do qual a cada homem adulto (purej) recebia um lote de terreno (topu), para seu sustento e o de sua família. A extensão do topu variava segundo a qualidade da terra. Os lotes para sustento da população do aillu formavam um terço da totalidade dos terrenos cultivados; e os produtos dos dois terços restantes eram trabalhados por seus membros do aillu e arrecadados para o sustento da nobreza-Estado e para o da estrutura religiosa, respectivamente.

## Religião
Esta divisão territorial se misturava com a religião. O wamani fazia parte da cosmovisão andina, cada região estava tutelada por um Apu Wamani ou "senhor das montanhas" representado nos mais altos cumes da região. Por exemplo a montanha de Las Tórtolas no wamani de Coquimbo, ou o monte Aconcagua no wamani de Chile.

## Império Inca

### No Noroeste Argentino
No nordeste argentino eram quatro huamanis, a de Chicoana ou Sikuani, estendia-se pela plataforma da Puna Atacamenha e a parte setentrional dos Vales Calchaquíes e abarcava provavelmente desde as Grandes Salinas deJujuy até o sul de La Paya, em Salta, onde estava sua capital, a antiga Chicoana. Para o sul localizava-se a província do Quire-Quire ou Kiri-kiri, que compreendia o restante dos vales Calchaquíes, todo o vale de Santa María e os vales de Andalgalá, Hualfín e Abaucán. A província do Tucumán ou de Tucma (chamada por alguns pesquisadores como de Humahuaca) compreendia os vales orientais e as serras subandinas, chegando pelo norte até Talina, atualmente situada no sul da Bolívia. A província mais austral, provavelmente estendia-se desde Rioja até as montanhas do Cordón de Plata, atingindo a colina Tupungato em Mendoza e quiçá fazia parte, com o nome de Cuyo ou Kuyun, da província ou Wamani de Chile ou Chili.

### Em Chile
No território prehispánico de Chile, segundo os pesquisadores, podem-se identificar dois wamanis: o de Coquimbo e o de Chile (Aconcagua). O Wamani de Collao no norte do país era compartilhado com a actual Bolívia.

### Em Peru
No Peru existiam os wamanis de Huánuco, Pachacamac, Chachapoyas, Huaylas, Cajamarca e Chinchaycocha.

## Huamanis doTahuantinsuyo
Durante o Império Inca existiram os seguintes huamanis, em relação aos suyus:
- Em Antisuyo: Cochabamba, Collahuaya, Lare, Machiguengua, Omasayo, Omasuyo, Paucartampo, Piro, Shipibo.
- Em Chinchaysuyo: Angara, Atawillu, Ayavaca, Cajamarca, Cajatampo, Calua, Cañari, Casma, Chachapoya, Chancay, Chao, Chicama, Chimbote, Chimu, Chincha, Chinchaycocha, Chira, Conchuco, Huacrachuco, Huamachuco, Huamali, Huambo, Huanbachu, Huanca, Huancabamba, Huancavilca, Huanuco, Huarco, Huarmey, Huaura, Huayla, Jauja, Karake, Kitu, Lambayeque, Latakuna, Lurin, Moyobamba, Ocro, Olmo, Pacasmayo, Palta, Paramonga, Pasto, Pishku, Piura, Rimaq,Tarama,Tumpis, Viru, Yauyo

- Em Collasuyo: Arica, Atacama, Cana, Canche, Caruma, Cavina, Charca, Chicha, Chili, Colla, Collagua, Elki, Huamahuaca, Karanka, Kiri-Kiri, Loa, Locumba, Lupaca, Lupe, Pacajes, Quillaca, Sama, Tarapaca, Tarata, Tucuman, Ubina, Uru, Yampara.
- Em Contisuyo: Acari, Arequipa, Atico, Aymara, Camana, Caraveli, Cavana, Chanca, Chilque, Choclococha, Chumbivilca, Contisuyo, Cotabamba, Ica, Moquehua, Nazca, Ocoña, Onocorvo, Parinacocha, Quechua, Quilca, Rucana, Sora, Tampo, Vilcas, Yanahuara, Yauca.